# Бела вило (албум)
„Бела вило, попевање о косовском боју“ је први албум уметнице и извођача српских изворних песама Светлане Стевић Вукосављевић. У облику аудио касете објавила га је београдска кућа „Биљег - балканско и словенско издаваштво“, 1993. године.
Албум је већ 1994. године ушао у наставни план музичких школа у Србији, на етномузичким одсецима.

## Списак песама
А страна
1. Бела вило (3,0)
2. Месец кара звездицу Даницу (3,27)
3. Жито жњела Косовка девојка (4,34)
4. Цавти ружо, цавтели божури (3,06)

Б страна
1. Синоћ паде тамна магла (9,54)
2. Света судбина Срба (5,05)

## Подаци о издању
- Издавач: Биљег – Балканско и словенско издаваштво, Београд, 1993 (АК-001)
- Уредник издања: Петар Д. Вукосављевић
- Продукција: Петар Д. Вукосављевић
- Сниматељи тона: Петар Антоновић и Теодор Андрин
- Фотографија: Милинко Стефановић
- Дизајн: Љубиша Манчић
- Рецензент: Нада Замфировић
- Директор: Милинко Стефановић
- Одговорни уредник: Зоран Стефановић

## Критичка рецепција
После 20 година певања, стотина концерата на којима је публици широм света застајао дах, десило се да Светлана (култна личност изворног певања) сними свој први албум са старословенским песмама. (...) За ове песме не постоји историја – наука о победама и поразима. За њих постоји само колективно сећање што везује прошла и садашња тела у једно, постоје чиста осећања радости и туге и, понајпре, једна велика, једина судбина праотаца и синова истог духа и душе. Глас жене-певачице безвремене, веза је јача од људског века, веза што се простире изнад земног праха и сеже у вечне светове искона. У њој откуцаји нашег срца и дах и крици рођења и смрти, развејани у прошлим данима, поново постају једно.— Илија Бакић (1994)